# Sigmund Livingston
Sigmund Livingston (27. Dezember 1872 in Gießen – 13. Juni 1946 in Highland Park (Illinois)) war ein US-amerikanischer Rechtsanwalt.

## Leben
Er war das jüngste Kind von Meyer Löwenstein (1839–1915) und Susel „Dusschen“ Blumenfeld (1848–um 1927 in Bloomington). Die Familie seines Großvaters Hirsch Löwenstein (1808–1886) war 1810 von  Ruttershausen nach Daubringen gezogen.
Seine Familie emigrierte 1881 nach Bloomington (Illinois), wo sie sieben Jahre später eingebürgert wurde und sich Livingston nannte. Seine Mutter nahm dabei den Namen Dorah an.
1894 absolvierte Sigmund Livingston die Illinois Wesleyan Law School und arbeitete als Anwalt in Bloomington mit seinem Studienkollegen William R. Bach als Partner. Er war auch Organisator der Bloomington Bar Association. Livingston trat der örtlichen B’nai-B’rith-Loge bei und beschäftigte sich mit der Frage, wie rassischem und religiösem Hass zu begegnen sei. In der Zeit 1906–1910 gründete er die Anti-Defamation League of B’nai B’rith, deren Vorsitzender er für über drei Jahrzehnte war. 1925 gehörten dem Verwaltungsrat Moses Strauss, Max Pam, Boris D. Bogen, Sigmund Livingston, Alfred M. Cohen, David Philipson und Leonard Freiberg an. Er bezog das 1903 fertiggestellte Livingston Building seines 1916 verstorbenen Onkels Ike Livingston und war 1916–1919 Partner bei Sterling, Livingston & Whitmore.
Im Dezember 1918 heiratete er Hilda Valerie Freiler aus Illinois. Mit dem Sohn Richard Mayer lebten sie in Hubbard Woods.
Nach seinem Umzug nach Chicago wurde er 1929 Partner von Lederer, Livingston, Kahn and Adler (heute Irnstein & Lehr, LLP). Er war Mitglied der North Shore Congregation Israel, der American und der Chicago Bar Association sowie des Northmoor Country Clubs.

## Veröffentlichungen
- The Right of One Nation in International Law to Intervene in the Internal Affairs of a Friendly Power in Behalf of a Persecuted Minority; 24. September 1910
- Protocols of the wise men of Zion; a spurious and fraudulent document manufactured to deceive and to engender religious and racial hatred. 1934
- Message by Sigmund Livingston, Chairman, Anti-Defamation League to 15th Convention of B’nai B’rith; 1938
- Facts about fictions concerning the Jew; 1938
- Questions and answers concerning the Jew; 1942
- Must Men Hate; 1944